# سرية عبد الرحمن بن عوف إلى دومة الجندل
سرية عبد الرحمن بن عوف أحد سرايا الرسول، أرسل فيها الصحابي عبد الرحمن بن عوف إلى دومة الجندل.

## عن دومة الجندل
دومة الجندل ويقال دوماء الجندل كلاهما بالضم واختلف العلماء واللغويون في معنى الاسم. قال ابن الفقيه : دومة الجندل من أعمال المدينة سميت بدوم بن إسماعيل بن ابراهيم. وقال الزجاجي والبكري : سميت بدومان بن اسماعيل كان ينزلها.

## التاريخ
حدثت السرية خلال شهر شعبان من السنة 6 هجري / 627 م.

## أحداث السرية
دعا الرسول عبد الرحمن بن عوف فقال «تجهز فإني باعثك في سرية من يومك هذا، أو من غد إن شاء الله»، ثم أمره أن يسير من الليل إلى دومة الجندل فيدعوهم إلى الإسلام، فقال الرسول لعبد الرحمن «ما خلفك عن أصحابك»، وقد مضى أصحابه في السحر فهم معسكرون بالجرف وكانوا سبعمائة رجل من الصحابة، فقال أحببت يا رسول الله أن يكون آخر عهدي بك وعلي ثياب سفري، وعلى عبد الرحمن بن عوف عمامة قد لفها على رأسه، فدعاه النبي فأقعده بين يديه فنقض عمامته بيده ثم عممه بعمامة سوداء فأرخى بين كتفيه منها ثم قال «هكذا فاعتم يا ابن عوف فإنه أحسن وأعرف»، ثم أمر بلالا أن يدفع إليه اللواء، فدفعه إليه فحمد الله وصلى على نفسه ثم قال «خذه يا ابن عوف، اغزوا جميعاً في سبيل الله».

## المعركة
بعد أن أخذ عبد الرحمن بن عوف اللواء، خرج إلى دومة الجندل، حتى لحق أصحابه فسار حتى قدم دومة الجندل، فلما حل بها دعاهم إلى الإسلام فمكث بها ثلاثة أيام يدعوهم إلى الإسلام، وقد كانوا أبوا أول ما قدم يعطونه إلا السيف، فلما كان اليوم الثالث أسلم الأصبغ بن عمرو الكلبي وكان نصرانياً وكان رأسهم، فكتب عبد الرحمن إلى النبي يخبره بذلك وبعث رجلاً من جهينة يقال له رافع بن مكيث الجهني، وكتب يخبر النبي أنه قد أراد أن يتزوج فيهم فكتب إليه النبي أن يتزوج بنت الأصبغ تماضر، فتزوجها عبد الرحمن وبنى بها، ثم أقبل بها، وهي أم أبي سلمة بن عبد الرحمن بن عوف.